# ویلی هاوگن
ویلی هاوگن (انگلیسی: Villy Haugen؛ زادهٔ ۲۷ سپتامبر ۱۹۴۴) اسکیت‌باز سرعت اهل نروژ است.